# Galaad (légende arthurienne)
Pour les articles homonymes, voir Galaad.
Galaad, Galahad, ou Galaaç est le fils du chevalier Lancelot du Lac et d'Ellaine    fille du roi Pellès, le roi Pêcheur, qui détient le Graal. 
Apparu pour la première fois dans une épopée arthurienne française du XIIIe siècle, c'est le plus jeune chevalier de la Table ronde, le bon chevalier, le seul qui puisse s'asseoir à la droite d'Arthur sur le siège périlleux, comme prédit par Merlin lorsqu'il l'introduit à la cour. Galaad se distingue des autres personnages des romans arthuriens dans la mesure où il ne présente aucun défaut ni aucun vice. 
Conçu à l'aide d'un enchantement, ce chevalier « célestiel » détaché des contingences terrestres et des passions humaines, s'apparente à une figure christique destinée à mettre fin une quête dont les autres ne sont pas dignes. Ainsi, avec Perceval et Bohort, c'est l'un des trois élus pour poursuivre la quête du Graal, aux secrets duquel il est le seul à pouvoir accéder, avant de mourir. 

## Origines
L'histoire de Galahad et de sa quête du Saint Graal est un ajout relativement tardif à la légende arthurienne. Galahad ne figure dans aucun roman de Chrétien de Troyes, ni dans les histoires du Graal de Robert de Boron, ni dans aucune des suites de l'histoire de Chrétien sur le mystérieux château du Roi pêcheur. Il apparaît pour la première fois dans une épopée arthurienne française du XIIIe siècle, un ensemble de romans interdépendants connu sous le nom de Lancelot-Graal ou Cycle de la Vulgate. Il apparaît ensuite dans les œuvres postérieures, comme Le Morte d'Arthur de Thomas Malory. Si une hypothèse fait dériver son nom du gallois Gwalchaved  (« faucon d'été»), son nom, qui est également le premier nom de baptême de son père Lancelot, est peut être d'origine biblique.
La conception originale de Galahad, dont les exploits sont relatés pour la première fois dans le quatrième livre du Cycle de la Vulgate, la Queste del Saint Graal, peut provenir de l'ordre cistercien. Selon certains interprètes, l'inspiration philosophique du célibataire, personnage surnaturel du chevalier monastique Galahad, provenait de cet ordre monastique mis en place par Bernard de Clairvaux. Le concept cistercien-bernardin de l'ascèse des guerriers catholiques, qui distingue si bien le personnage de Galahad, informe également la projection par Saint-Bernard de la chevalerie idéale dans son travail sur les Templiers, Liber ad milites templi de laude novae militiae (Éloge de la nouvelle chevalerie). De manière significative, dans les récits, Galahad est associé à un bouclier blanc avec une croix en vermillon, le même emblème donné aux Templiers par le pape Eugène III.

## La légende

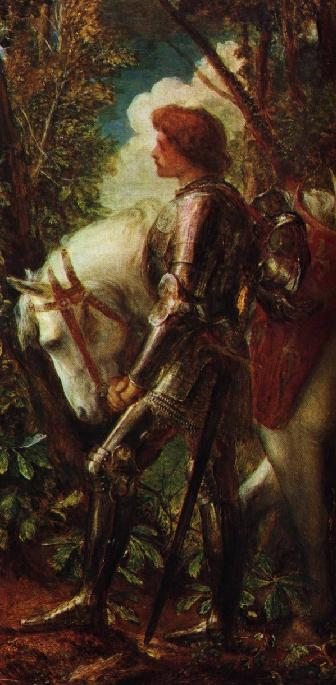
Représentation romantique de Galaad, tableau de George Frederic Watts (1888).

### Le Châtel aux pucelles
Les exploits de Galaad ne sont pas relatés, on ne connaît presque aucune de ses aventures, si ce n’est celle du « Châtel aux pucelles » où Galaad vainc les sept frères qui gardaient prisonnières toutes les dames qui avaient le malheur de s’approcher du châtel et de s'y déshabiller, ne voulant que frustrer le jeune homme et le détourner de sa noble quête. Il les libère toutes en soufflant dans un cor en ivoire. Les sept chevaliers finiront par mourir après un affrontement fortuit contre Gauvain, Gaheris et Yvain. De curieux enfants lui apprennent plus tard que les sept chevaliers représentaient les sept péchés capitaux, le château l’enfer, et les pucelles les bonnes âmes enfermées à tort dans les enfers avant la venue du sauveur. Cet épisode est revisité par les Monty Python qui, dans Sacré Graal, présentent les pucelles comme des nonnes frustrées qui s'attaquent à la vertu de Galaad.

### La Nef merveilleuse
La seconde aventure qui nous est racontée est celle de la « Nef merveilleuse » dans laquelle il voyage dans un premier temps en compagnie de Celle-qui-jamais-ne-mentit, Bohort et Perceval. Il trouve au cours de ce voyage l'épée que Salomon avait fabriquée pour lui-même. La Nef les guide vers un royaume où Celle-qui-jamais-ne-mentit sacrifie sa vie pour une reine lépreuse malgré la résistance farouche des trois chevaliers. Suivant la volonté de Celle-qui-jamais-ne-mentit, bien que mortifiés, Galaad, Perceval et Bohort, déposent le cadavre de la jeune fille dans la Nef, qui s’en va comme un tombeau flottant. Plus tard, Galaad retrouve la Nef et a la surprise de trouver à bord son père, Lancelot du Lac. Père et fils passent six mois entiers à naviguer sur la Nef jusqu'à ce que Galaad débarque pour trouver le Graal et accomplir son destin.

### L'écu de Galaad
Galaad arrive quelques jours après son départ dans un monastère où se trouve une relique, l'écu donné par le fils de Joseph d'Arimathie au roi Evalach, alors en guerre, quelques années après la Passion. L'écu est, à l'image du Siège Périlleux, d'un danger mortel pour quiconque le porte sans être l'élu. L'écu se voit prendre par le roi de Gorre Baudemagus, mais, blessé par un étrange chevalier angélique, l'écu se voit retourner à l'abbaye pour être donc confié à Galaad qui l'emportera et l'utilisera, après avoir parlé à l'étrange chevalier, ce dernier lui apprenant par le fait même qu'il est le dernier héritier de Joseph d'Arimathie et le meilleur chevalier au monde.

## Galaad dans les œuvres culturelles

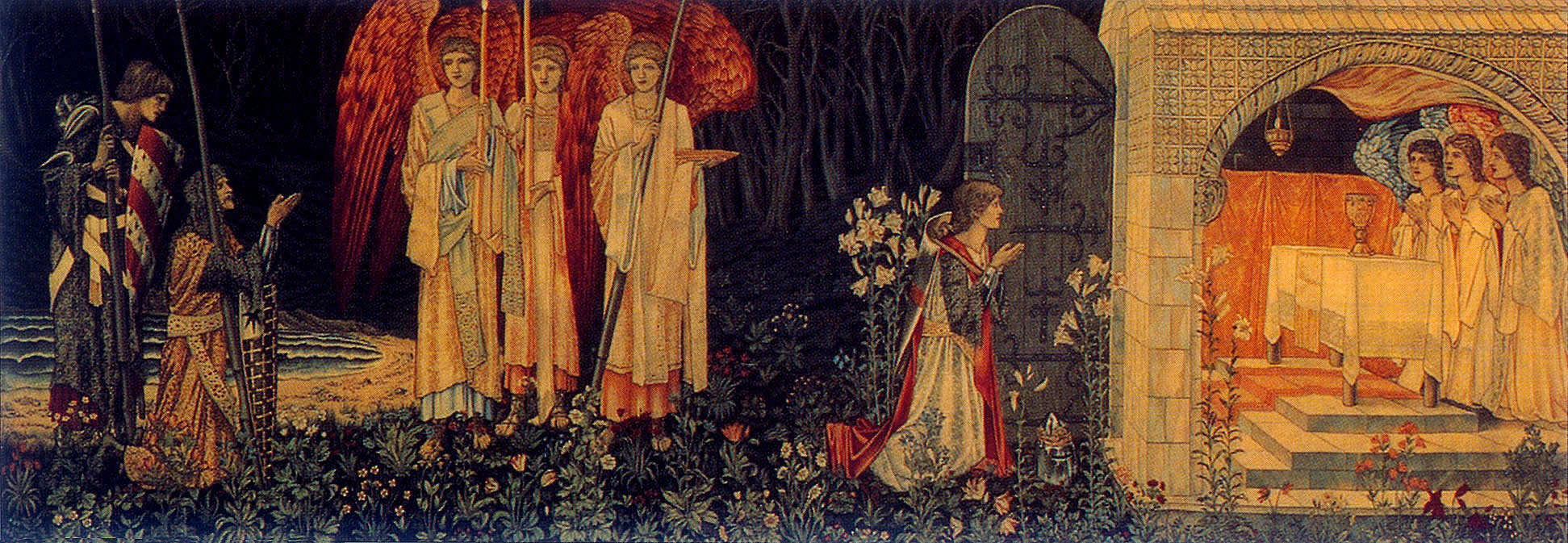
La vision du Saint Graal à Galhad, Sir Bohort et Perceval, tapisserie de Edward Burne-Jones, William Morris et John Henry Dearle, 1895.

- George Reeves interprète Sir Galahad en 1949 dans le film The Adventures of Sir Galahad.
- Galaad est un des personnages principaux dans la comédie Monty Python : Sacré Graal ! où il est interprété par Michael Palin.
- Dans le film Le Roi Arthur sorti en 2004, Hugh Dancy joue le rôle de Galaad.
- Dans le jeu vidéo Sonic et le Chevalier noir, Silver de la série Sonic incarne Galaad (appelé Galahad dans le jeu) jouable dans le mode multijoueur.
- Dans le jeu vidéo The Order: 1886, le joueur incarne notamment Galahad, dans une uchronie dans laquelle les chevaliers de la table ronde ont survécu au fil des siècles.
- Dans le film Kingsman : Services secrets sorti en 2015, Colin Firth joue le rôle de Harry Hart, dit Galahad. Les membres de l'agence secrète portent les noms de personnages de la légende arthurienne – Arthur, Merlin, Lancelot notamment.
- Dans la série Flynn Carson et les Nouveaux Aventuriers, le personnage de Jenkins s’avère être Galaad[7].
- Le chevalier Galaad de Caer Benic apparaît dans le tome 7 des aventures du Sorceleur, La Dame du lac, paru en 2011, d'Andrzej Sapkowski. Il apparaît comme appartenant à un monde parallèle et découvre l'héroïne Cirilla de Cintra qu'il appelle « Dame du lac ».
- Dans le jeu mobile Fate/Grand Order, Galahad est un chevalier de la table ronde ayant fusionné avec Mash pour créer un demi-servant.
- Dans le roman de Barjavel L'enchanteur, Galaad est un des personnages secondaires, avec les autres chevaliers de la table ronde.

## Hommage
L'astéroïde (2082) Galaad, découvert en 1960, est nommé en son honneur. 